# A The Avatars epizódjainak listája
A The Avatars angol nyelvű, olasz–spanyol koprodukciós televíziós filmsorozat, amelynek történetét Kate King Lynch adaptálta az olasz eBand című sorozat alapján. A forgatókönyvet Kate King Lynch és Jesse Wolfe írta, Luis Santamaría és Toño Lopez rendezte, a zenéjét Xavi Font szerezte. Olaszországban 2013 novemberétől a Disney Channel, Magyarországon pedig 2014. április 25-étől a Megamax tűzte műsorra.

## Évados áttekintés
| Évad | Évad | Epizódok | Eredeti sugárzás  | Eredeti sugárzás  | Magyar sugárzás     | Magyar sugárzás     |
| Évad | Évad | Epizódok | Évadpremier       | Évadfinálé        | Évadpremier         | Évadfinálé          |
| ---- | ---- | -------- | ----------------- | ----------------- | ------------------- | ------------------- |
|      | 1    | 26       | 2013. november 4. | 2013. december 6. | 2014. április 25.   | 2014. május 7.      |
|      | 2    | 26       | 2013.             | 2014.             | 2014. augusztus 10. | 2014. szeptember 4. |

## Epizódok

### Első évad (2013)
| Sor. | Év. | Cím                                                         | Rendező         | Író                                        | Premier                              |
| --- | --- | ----------------------------------------------------------- | --------------- | ------------------------------------------ | ------------------------------------ |
| 1. | 1.  | Avatars (Avatars)                                           | Luis Santamaría | Marco Renzi, Ugo Ripamonti & Renato Sannio | 2013. november 4. 2014. április 25.  |
| J. P., Bo és Robbie közös álma az, hogy egy rock bandában zenéljenek. De mindig elutasítják őket koruk miatt, ezért létre hoznak egy virtuális zenekart, így már be tudják mutatni a dalaikat anélkül hogy elárulnák a kilétüket: A The Avatars megszületett! |     |                                                             |                 |                                            |                                      |
| 2. | 2.  | A demó nyomában (Finding Demo)                              | Luis Santamaría | Marco Renzi, Ugo Ripamonti & Renato Sannio | 2013. november 5. 2014. április 25.  |
| Lexy követeli J.P.-től a banda demóját. A srácok, annak érdekében, hogy elrejtsék a valódit, meg keresik az elveszett, évekkel ezelőtt felvett demót. |     |                                                             |                 |                                            |                                      |
| 3. | 3.  | Willy & the Wonkas (Willy & the Wonkas)                     | Luis Santamaría | Marco Renzi, Ugo Ripamonti & Renato Sannio | 2013. november 6. 2014. április 26.  |
| Bo furcsán viselkedik, Lou azt gyanítja készül valamire. |     |                                                             |                 |                                            |                                      |
| 4. | 4.  | A mami visszatér (The Mommy Returns)                        | Luis Santamaría | Marco Renzi, Ugo Ripamonti & Renato Sannio | 2013. november 7. 2014. április 26.  |
| Mr. Zappa felszólítja Paz-t: Az új The Avatars dalnak öt nap alatt el kell készülnie, különben kirúgja őket. A skacok pénzt gyűjtenek az új erősítőre, de a tervükbe valaki mindig beleszól: J.P. és Lou anyja.                                               |     |                                                             |                 |                                            |                                      |
| 5. | 5.  | Blogos bajok (Despicable Mick)                              | Luis Santamaría | Marco Renzi, Ugo Ripamonti & Renato Sannio | 2013. november 8. 2014. április 27.  |
| Lexy le van törve, mert elveszíti a nézőit, J.P. segíteni próbál rajta, de az hogy a The Avatars tagja, így sokkal nehezebb a feladata, mint ahogy azt ő gondolta.                                                                                            |     |                                                             |                 |                                            |                                      |
| 6. | 6.  | Fantasztikus hármas (Fantastic Three)                       | Luis Santamaría | Marco Renzi, Ugo Ripamonti & Renato Sannio | 2013. november 11. 2014. április 27. |
| Robbie egyre frusztráltabb amiért nem mondhatja el, hogy ő a The Avatars basszusgitárosa, ezért jelentkezik iskola egyik fiú bandájába. |     |                                                             |                 |                                            |                                      |
| 7. | 7.  | A közösségellenes háló (The Unsocial Network)               | Toño Lopez      | Marco Renzi, Ugo Ripamonti & Renato Sannio | 2013. november 12. 2014. április 28. |
| 8. | 8.  | Poster és társai (Posters & Co)                             | Toño Lopez      | Lucia Minati & Giovanni Zola               | 2013. november 13. 2014. április 28. |
| 9. | 9.  | A szépség és a lista (The Beauty and the List)              | Toño Lopez      | Lucia Minati & Giovanni Zola               | 2013. november 14. 2014. április 29. |
| 10. | 10. | 24 perc (24 Minutes)                                        | Toño Lopez      | Domenico Di Berardino                      | 2013. november 15. 2014. április 29. |
| 11. | 11. | A hercegnő és a béka (The Frog Princess)                    | Toño Lopez      | Lucia Minati & Giovanni Zola               | 2013. november 18. 2014. április 30. |
| 12. | 12. | Power Rangers festő-mázolók (Power Rangers – Dino Painters) | Toño Lopez      | Marco Renzi, Ugo Ripamonti & Renato Sannio | 2013. november 19. 2014. április 30. |
| 13. | 13. | A titkok kazettája (National Treasure – Tape of Secrets)    | Luis Santamaría | Fabio Vassallo                             | 2013. november 20. 2014. május 1.    |
| 14. | 14. | Egy normális jelenség (Very Normal Activity)                | Luis Santamaría | Marco Renzi, Ugo Ripamonti & Renato Sannio | 2013. november 21. 2014. május 1.    |
| 15. | 15. | Paz háborúja (Paz Wars)                                     | Luis Santamaría | Davide Aicardi                             | 2013. november 22. 2014. május 2.    |
| 16. | 16. | Rock kemping (Camping Rock)                                 | Luis Santamaría | Marco Renzi, Ugo Ripamonti & Renato Sannio | 2013. november 25. 2014. május 2.    |
| 17. | 17. | Nyomozás a gimiben (High Scoop Musical)                     | Luis Santamaría | Fabio Vassallo                             | 2013. november 26. 2014. május 3.    |
| 18. | 18. | Az utolsó dal (Save the Last Song)                          | Luis Santamaría | Lucia Minati & Giovanni Zola               | 2013. november 27. 2014. május 3.    |
| 19. | 19. | A három muskétás (The Three Muskateers)                     | Toño Lopez      | Davide Aicardi                             | 2013. november 28. 2014. május 4.    |
| 20. | 20. | A karaokekölyök (The Karaoke Kid)                           | Toño Lopez      | Marco Renzi, Ugo Ripamonti & Renato Sannio | 2013. november 29. 2014. május 4.    |
| 21. | 21. | Egy fiú története (Boy Story)                               | Toño Lopez      | Lucia Minati & Giovanni Zola               | 2013. december 2. 2014. május 5.     |
| 22. | 22. | Csókolj, ha tudsz (Kiss Me If You Can)                      | Toño Lopez      | Marco Renzi, Ugo Ripamonti & Renato Sannio | 2013. december 3. 2014. május 5.     |
| 23. | 23. | A klónok támadása (Attack of the Clone)                     | Toño Lopez      | Marco Renzi, Ugo Ripamonti & Renato Sannio | 2013. december 4. 2014. május 6.     |
| 24. | 24. | A mégsem csodálatos pókember (The Unamazing Spider-Man)     | Toño Lopez      | Lucia Minati & Giovanni Zola               | 2013. december 5. 2014. május 6.     |
| 25. | 25. | Dr. J.P. és Mr. Eko (Dr. J.P. & Mr. Eko)                    | Luis Santamaría | Marco Renzi, Ugo Ripamonti & Renato Sannio | 2013. december 6. 2014. május 7.     |
| 26. | 26. | Az album szövetsége (The Fellowship of the Record)          | Luis Santamaría | Marco Renzi, Ugo Ripamonti & Renato Sannio | 2013. december 6. 2014. május 7.     |

### Második évad (2014)
| Sor. | Év. | Cím                                                             | Rendező         | Író                                                                 | Premier             |
| ---- | --- | --------------------------------------------------------------- | --------------- | ------------------------------------------------------------------- | ------------------- |
| 27.  | 1.  | Paz, a csodák csodája (1. rész) (The Wizard of Paz – Part 1)    | Luis Santamaría | Történet: Marco Renzi & Renato Sannio Forgatókönyv: Kate King Lynch | 2014. augusztus 10. |
| 28.  | 2.  | Paz, a csodák csodája (2. rész) (The Wizard of Paz – Part 2)    | Luis Santamaría | Történet: Marco Renzi & Renato Sannio Forgatókönyv: Kate King Lynch | 2014. augusztus 11. |
| 29.  | 3.  | Küldetés lehetségesen lehetetlen (Mission Possibly Impossible)  | Luis Santamaría | Történet: Marco Renzi & Renato Sannio Forgatókönyv: Kate King Lynch | 2014. augusztus 12. |
| 30.  | 4.  | Lexy csapata (Lexy-Men)                                         | Luis Santamaría | Történet: Marco Renzi & Renato Sannio Forgatókönyv: Kate King Lynch | 2014. augusztus 13. |
| 31.  | 5.  | J.P. élete (Life of J.P.)                                       | Luis Santamaría | Történet: Marco Renzi & Renato Sannio Forgatókönyv: Kate King Lynch | 2014. augusztus 14. |
| 32.  | 6.  | Pusztító Robbie (Wreck-It Robbie)                               | Luis Santamaría | Történet: Marco Renzi & Renato Sannio Forgatókönyv: Kate King Lynch | 2014. augusztus 15. |
| 33.  | 7.  | Kilépés (Step Out)                                              | Luis Santamaría | Történet: Marco Renzi & Renato Sannio Forgatókönyv: Kate King Lynch | 2014. augusztus 16. |
| 34.  | 8.  | Hoop (Hoop)                                                     | Toño Lopez      | Történet: Marco Renzi & Renato Sannio Forgatókönyv: Kate King Lynch | 2014. augusztus 17. |
| 35.  | 9.  | Ki veri át robasztikus Robbie-t? (Who Framed Robtacular Robbie) | Toño Lopez      | Történet: Marco Renzi & Renato Sannio Forgatókönyv: Jesse Wolfe     | 2014. augusztus 18. |
| 36.  | 10. | 7 nap alatt a Föld körül (Around the World in 7 Days)           | Toño Lopez      | Történet: Marco Renzi & Renato Sannio Forgatókönyv: Jesse Wolfe     | 2014. augusztus 19. |
| 37.  | 11. | J.P. visszatérése (Return of the J.P.)                          | Toño Lopez      | Történet: Marco Renzi & Renato Sannio Forgatókönyv: Kate King Lynch | 2014. augusztus 20. |
| 38.  | 12. | Szakítás (Breaking Down)                                        | Toño Lopez      | Történet: Marco Renzi & Renato Sannio Forgatókönyv: Kate King Lynch | 2014. augusztus 21. |
| 39.  | 13. | Menekülés a szívbolygóról (Escape from Planet Heart)            | Toño Lopez      | Történet: Marco Renzi & Renato Sannio Forgatókönyv: Kate King Lynch | 2014. augusztus 22. |
| 40.  | 14. | Hogy neveld a barátodat (How to Train Your Dude)                | Luis Santamaría | Történet: Marco Renzi & Renato Sannio Forgatókönyv: Jesse Wolfe     | 2014. augusztus 23. |
| 41.  | 15. | E.T., az extra gyengéd (E.T. the Extra-Tender)                  | Luis Santamaría | Történet: Marco Renzi & Renato Sannio Forgatókönyv: Kate King Lynch | 2014. augusztus 24. |
| 42.  | 16. | Vidám mutatvány (Happy Feat)                                    | Luis Santamaría | Történet: Marco Renzi & Renato Sannio Forgatókönyv: Kate King Lynch | 2014. augusztus 25. |
| 43.  | 17. | Emlékezzetek ránk (Remember Us)                                 | Luis Santamaría | Történet: Marco Renzi & Renato Sannio Forgatókönyv: Kate King Lynch | 2014. augusztus 26. |
| 44.  | 18. | Fehér emlékek (Man in Blacked)                                  | Luis Santamaría | Történet: Marco Renzi & Renato Sannio Forgatókönyv: Kate King Lynch | 2014. augusztus 27. |
| 45.  | 19. | Az utolsó zenehős (Last Rock Hero)                              | Luis Santamaría | Történet: Marco Renzi & Renato Sannio Forgatókönyv: Kate King Lynch | 2014. augusztus 28. |
| 46.  | 20. | Szóháború (Word War Z)                                          | Luis Santamaría | Történet: Marco Renzi & Renato Sannio Forgatókönyv: Kate King Lynch | 2014. augusztus 29. |
| 47.  | 21. | Louzilla (Louzilla)                                             | Toño Lopez      | Történet: Marco Renzi & Renato Sannio Forgatókönyv: Jesse Wolfe     | 2014. augusztus 30. |
| 48.  | 22. | A blöff testvérek (The Bluff Brothers)                          | Toño Lopez      | Történet: Marco Renzi & Renato Sannio Forgatókönyv: Kate King Lynch | 2014. augusztus 31. |
| 49.  | 23. | Végünk van (Doomed)                                             | Toño Lopez      | Történet: Marco Renzi & Renato Sannio Forgatókönyv: Kate King Lynch | 2014. szeptember 1. |
| 50.  | 24. | Fantasztikus Mr. Zappa (Fantastic Mr. Zappa)                    | Toño Lopez      | Történet: Marco Renzi & Renato Sannio Forgatókönyv: Jesse Wolfe     | 2014. szeptember 2. |
| 51.  | 25. | A színpadon túl (Over the Stage)                                | Toño Lopez      | Történet: Marco Renzi & Renato Sannio Forgatókönyv: Kate King Lynch | 2014. szeptember 3. |
| 52.  | 26. | Avatármageddon (Avatarmageddon)                                 | Toño Lopez      | Történet: Marco Renzi & Renato Sannio Forgatókönyv: Kate King Lynch | 2014. szeptember 4. |